# Đô Quân
Đô Quân (chữ Hán giản thể: 都匀市, bính âm: Dūyún Shì, âm Hán Việt: Đô Quân Thị) là một thành phố cấp huyện thuộc Châu tự trị dân tộc Bố Y và dân tộc Miêu Kiềm Nam, tỉnh Quý Châu, Cộng hòa Nhân dân Trung Hoa. Thành phố này có diện tích 2278 ki-lô-mét vuông, dân số người năm 2002 là 470.000. 1999, trong đó thị dân là 92.083 người năm 2007.Mã số bưu chính của thành phố xã Đô Quân là: 558000 Mã vùng điện thoại của Đô Quân là 0854.